# Festuca saximontana
Festuca saximontana är en gräsart som beskrevs av Per Axel Rydberg. Festuca saximontana ingår i släktet svinglar, och familjen gräs. Inga underarter finns listade i Catalogue of Life.